# Adula
Adula is een geslacht van tweekleppigen uit de familie van de Mytilidae.

## Soorten
- Adula californiensis (Philippi, 1847)
- Adula diegensis (Dall, 1911)
- Adula falcatoides Habe, 1955
- Adula gruneri (Philippi, 1851)
- Adula kleemanni M. Huber, 2010
- Adula schmidtii (Schrenck, 1867)
- Adula soleniformis (d'Orbigny, 1842)